# Лоренсо-Хейрес
Лоренсо-Хейрес (исп. Lorenzo Geyres) — населённый пункт сельского типа в западной части Уругвая, в департаменте Пайсанду.

## География
Расположен в 3 км к северо-западу от автомобильной дороги № 3 и примерно в 30 км к северо-востоку от административного центра департамента, города Пайсанду. Абсолютная высота — 31 метр над уровнем моря.

## История
Первоначальное название населённого пункта — Кегуай. 29 мая 1928 года был переименован в Лоренсо-Хейрес и получил статус села (Pueblo) погласно указу № 8.226 on 29 May 1928..

## Население
Население по данным на 2011 год составляет 774 человека
| Год  | Население |
| ---- | --------- |
| 1963 | 517       |
| 1975 | 474       |
| 1985 | 428       |
| 1996 | 573       |
| 2004 | 674       |
| 2011 | 774       |

Источник: Instituto Nacional de Estadística de Uruguay